# Rebilus monteithi
Rebilus monteithi is een spinnensoort uit de familie Trochanteriidae. De soort komt voor in New South Wales.